# Mysidopsis onofrensis
Mysidopsis onofrensis är en kräftdjursart som beskrevs av Mihai Bacescu och Gleye 1979. Mysidopsis onofrensis ingår i släktet Mysidopsis och familjen Mysidae. Inga underarter finns listade i Catalogue of Life.